# Sympatyczna

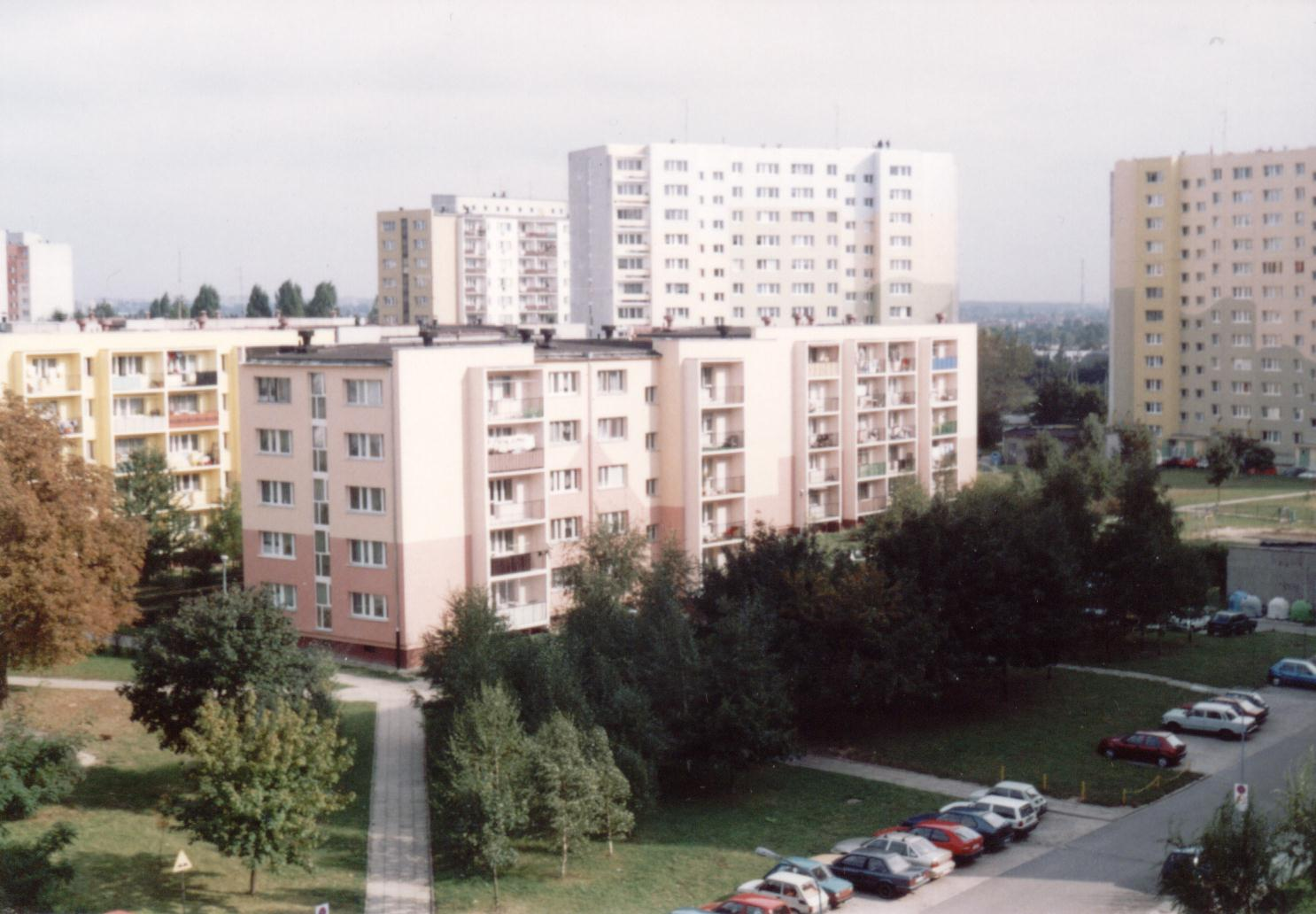
Panorama osiedla Sympatyczna

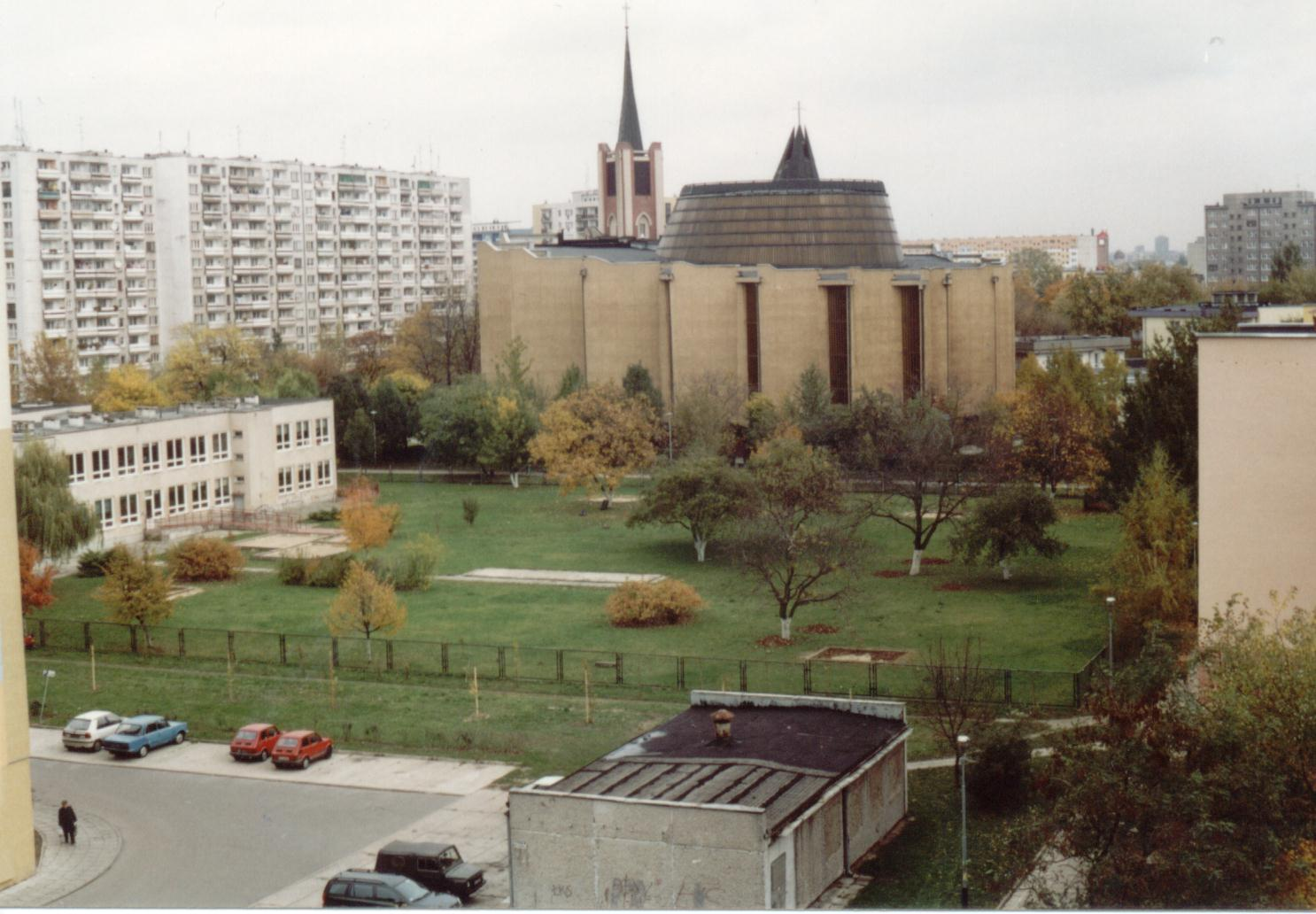
Panorama osiedla Sympatyczna, w centrum Kościół Najświętszego Serca Jezusowego w Łodzi-Retkini

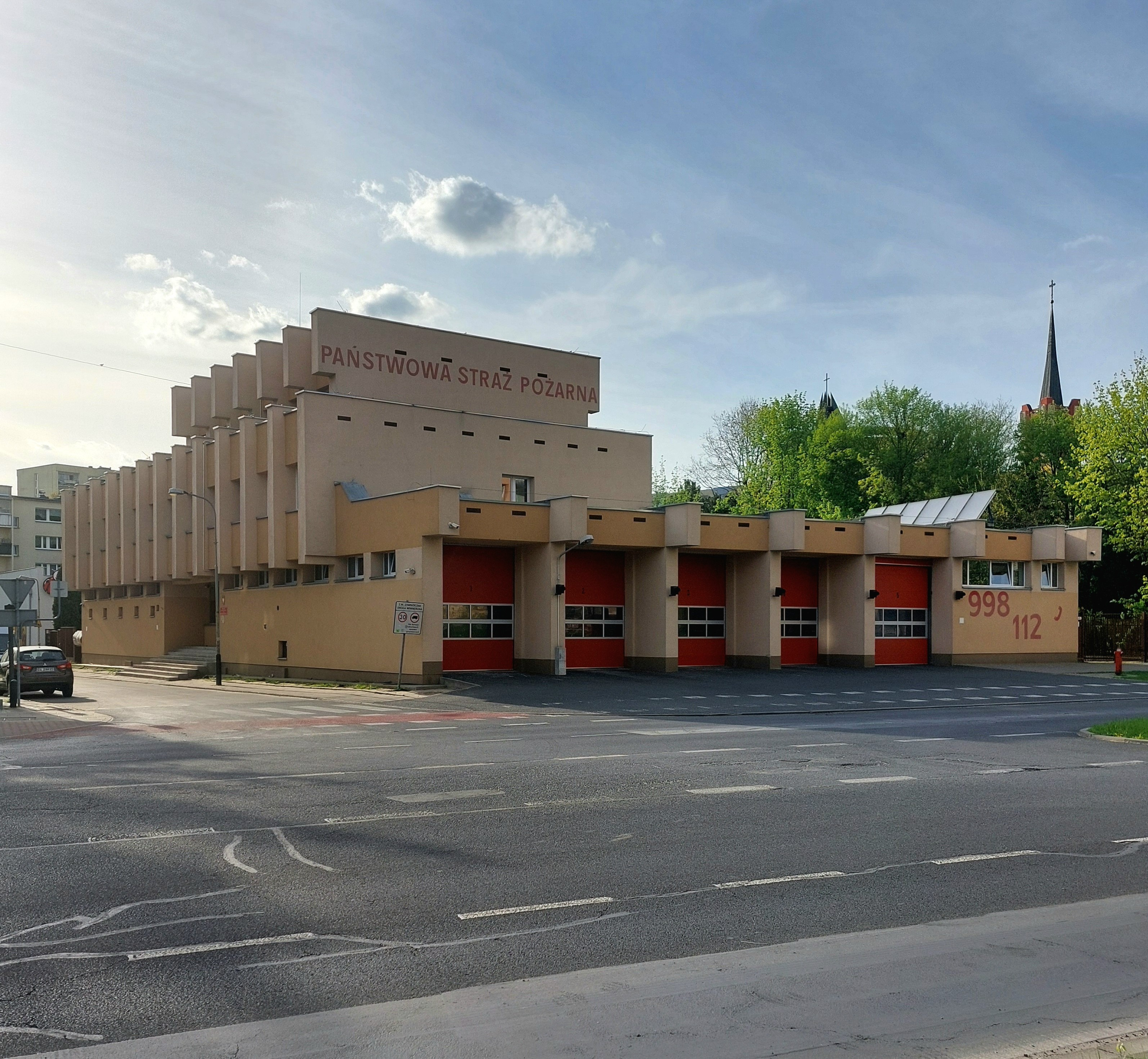
Jednostka Ratowniczo-Gaśnicza Nr 11 przy ul. Retkińskiej 129

Osiedle Sympatyczna, poprzednia nazwa Retkinia Śródmieście-Południe – osiedle w Łodzi, w dzielnicy Polesie, stanowiące część większego osiedla Retkinia.
Administracyjnie osiedle Sympatyczna wchodzi w skład osiedla Karolew-Retkinia Wschód.
Na osiedlu zamieszkuje ok. 7.000 – 10.000 ludzi.

## Nazwa i historia
Nazwa osiedla pochodzi od nazwy jednej z uliczek osiedlowych – Sympatycznej. Osiedle powstało w latach 1980–1985 w kwadracie ówczesnych ulic: Juliana Marchlewskiego (obecnie aleja ks. kard. Stefana Wyszyńskiego), Feliksa Dzierżyńskiego (obecnie Armii Krajowej), Maratońskiej (a właściwie ulicy Balonowej) oraz Retkińskiej.
Pierwotna nazwa osiedla to „Retkinia Śródmieście-Południe”.

## Charakter osiedla
Osiedle Sympatyczna składa się, podobnie jak zdecydowana większość Retkini, z cztero-, dziesięcio- i jedenastopiętrowych bloków z wielkiej płyty, zbudowanych na początku lat 80. XX wieku.
W południowej części osiedla, wzdłuż ulicy Balonowej zachowały się typowe domy wiejskie z czasów sprzed powstania osiedla.
W ostatnich latach większość bloków została ocieplona i pomalowana.
Na osiedlu istnieją m.in. przedszkole, Kościół pw. Najświętszego Serca Jezusowego, siedziba Straży Pożarnej, komisariat policji, supermarkety Lidl i Biedronka (w tym ostatnim, oddanym do użytku w 2006 r. pierwotnie, przez pierwsze lata 3 lata funkcjonowania znajdowała się niewielka hala targowa pod nawą Euro-rynek), liczne większe i mniejsze sklepy oraz punkty usługowe, apteki itd.
Do wiosny 2006 w pobliżu kościoła znajdował się rynek; w związku z poszerzaniem ulicy Retkińskiej został on przeniesiony na polanę przy ulicy Maratońskiej, gdzie powstał nowy kompleks hal targowych – Centrum Handlowe Retkinia.